# Село уклетих
Село уклетих (енгл. Village of the Damned) је америчко-британски хорор филм из 1960. године, редитеља Волфа Риле, са Џорџом Сандерсом, Барбаром Шели и Мајклом Гвином у главним улогама. Рађен је по роману Мидвичке кукавице (1957) аутора Џона Виндама.
Продукцијска кућа Метро-Голдвин-Мејер је у Уједињеном Краљевству премијерно приказала филм у јуну 1960, док је у Америци почео да се приказује у децембру исте године. Остварио је комерцијални успех и добио позитивне оцене критичара. У Гардијановој рецензији похваљени су прича и Рилина режија. На сајту Ротен томејтоуз филм је оцењен са 93%.
Четири године касније добио је наставак под насловом Деца уклетих. Џон Карпентер је 1995. направио истоимени римејк.

## Радња
У малом британском селу, Мидвич, рађају се деца светло плаве косе и светлуцавих очију, која крију застрашујуће моћи. Професор Гордон Зелаби сматра да та деца нису људска бића, упркос томе што је и његов син један од њих...

## Улоге
| Глумац           | Улога               |
| ---------------- | ------------------- |
| Џорџ Сандерс     | Гордон Зелаби       |
| Барбара Шели     | Антеа Зелаби        |
| Мартин Стивенс   | Дејвид Зелаби       |
| Мајкл Гвин       | Алан Бернард        |
| Лоренс Најсмит   | доктор Вилерс       |
| Ричард Ворнер    | господин Харингтон  |
| Џени Лерд        | госпођа Харингтон   |
| Сара Лонг        | Евелин Харингтон    |
| Томас Хиткот     | Џејмс Пол           |
| Денис Гилмор     | Кит Харингтон       |
| Шарлот Мичел     | Џенет Пол           |
| Памела Бак       | Мајли Хјуз          |
| Розамунд Гринвуд | госпођа Огл         |
| Питер Вон        | Пи Си Гоби          |
| Ричард Вернон    | сер Едгар Харгрејвс |